# 인조곤충 버그파이터
《인조곤충 버그파이터》(人造昆虫カブトボーグ V×V)는 KBS 외 G&G엔터테인먼트, NAS,Nihon Ad Systems가 만든 대한민국과 일본의 미니카 게임 애니메이션이다. 미니카 완구 버그파이터에서 파생된 애니메이션 작품이다. 내용 중 곤충 장수풍뎅이의 원형을 인조곤충 자동차로 만들어 미니카 경주대회를 배경으로 한 애니메이션으로 인기를 얻고 있다. KBS에서 2006년 12월부터 2007년 10월까지 매주 화요일 오후 5시 30분에 방영했다가 11월 9일(48회)부터 매주 금요일 오후 5시 30분에 방영했다. 또한, 미니카 경주의 승부를 겨루는 《크러시기어》와 《우리는 챔피언》과 흡사하다.

## 방송 일시
| 방송 채널 | 방송일                             | 방송 시간 |
| --------- | ---------------------------------- | --------- |
| KBS 2TV   | 2006년 12월 5일 ~ 2007년 10월 30일 | 종료      |

## 작품개요
- 형식: 2D와 3D 애니메이션
- 제작편수: TV시리즈 총 52화
- 종류: 액션 코믹 어드벤처
- 제작: G&G엔터테인먼트 (한국), NAS (일본)

## 캐릭터
- 임원우
- 민형진
- 첸
- 다크맨
- 로이드

### 그밖의 인물
| - 왕천재 - 사장비서 - 민형진 엄마 - 링링 - 송말자 - 나수재 | - 고미나 - 오지혜 - 진 - 공사중 - 지름길 - 대호 | - 아나운서 - 해설 - 선생님 - 오튼튼 - 조니 페스트 - 한정식 사장 | - 중봉 - 소룡 - 첸 아빠 - 어영재 - 마담 제니퍼 - 준서 |

## 목소리출연
- 정미숙 - 임원우
- 정옥주 - 민형진
- 차명화 - 첸
- 신성호 - 다크맨
- 양석정 - 로이드

- 은미
- 김지혜
- 임진응
- 이원준
- 윤세웅
- 故 김관진
- 김경수
- 사성웅
- 최하나

## 방영 목록
- 제 1 화  대결! 정상을 뛰어넘어라
- 제 2 화  우정을 건 한판승부
- 제 3 화  친구를 지켜라
- 제 4 화 라이벌 등장 내 이름은 조니
- 제 5 화 정의의 버그
- 제 6 화 승부보다 강한 우정
- 제 7 화 등장! 천재 버그 소녀
- 제 8 화  우리에겐 미래가 있다
- 제 9 화 엄마! 집으로 돌아오세요
- 제 10 화 형제의 대결
- 제 11 화 밤길을 조심하세요
- 제 12 화 로이드의 비밀
- 제 13 화 꿈은 포기하지 않는다
- 제 14 화  잃어버린 세상을 구하라
- 제 15 화 지혜로운 승리
- 제 16 화 바닷가에서 생긴일
- 제 17 화 정상을 향해 달려라
- 제 18 화 외로운 여행
- 제 19 화 화려한 쌍둥이
- 제 20 화 맛있는 결투
- 제 21 화 변함없는 우정
- 제 22 화 건강이 제일이야!
- 제 23 화 탄생 근육소년
- 제 24 화 두려움 없는 용기
- 제 25 화 공부는 힘들어요
- 제 26 화 안녕 내사랑 안녕 내조국
- 제 27 화 벽을 뛰어넘어
- 제 28 화 새로운 친구
- 제 29 화 잃어버린 친구를 구하라
- 제 30 화 태양을 향해 외쳐라
- 제 31 화 버그왕이 나타났다
- 제 32 화 수수깨끼의 라이벌
- 제 33 화 영광의 복수
- 제 34 화 우정의 힘
- 제 35 화 오빠보다 똑똑한 동생
- 제 36 화 보이지 않는 적
- 제 37 화 한 여름 밤의 꿈
- 제 38 화 끝나지 않는 승부
- 제 39 화 추락하는 비핼기를 구하라
- 제 40 화 급식 아주머니 힘내세요!
- 제 41 화 우정의 이름으로
- 제 42 화 수상한 이발소
- 제 43 화 버그 보호 환경 보호
- 제 44 화 레드 비틀의 여행
- 제 45 화 삼총사가 세 자매로 변신한 사연은?
- 제 46 화 모든 것을 너에게
- 제 47 화 고소한 밤 거북한 밤
- 제 48 화 방학숙제 대작전
- 제 49 화 외로운 열대의 밤
- 제 50 화 착각의 늪
- 제 51 화 엔진이여 뜨겁게 불타라!
- 제 52 화 마지막 대결은 나와 함께(마지막회)